# Johan Heurlin
Johan Bernhard Heurlin, född 19 april 1893 i Hedvig Eleonora församling i Stockholm, död 4 november 1951 i Engelbrekts församling i Stockholm, var en svensk målare. 
Han studerade vid konstakademien i Stockholm, och i Paris. Han har målat porträtt, naket, landskap och abstrakta motiv.
Johan Heurlin var son till tidningsmannen Frithiof Heurlin i dennes andra äktenskap samt halvbror till arkitekten Erland och konstnären  Theodor Heurlin. Se vidare släktartikel. Heurlin är representerad vid bland annat Göteborgs konstmuseum  och Norrköpings konstmuseum.